# Total Drama
Total Drama (nogle gange forkortet TD)er en canadisk tegnefilmserie, skabt af Jennifer Pertch og Tom McGillis og havde premiere den 8. juli, 2007 på Teletoon.
Total Drama er en parodi på realityshows som Robinson Ekspeditionen, Jersey Shore og lignende.
Hver sæson fokuserer på en gruppe teenagere som konkurrerer i en fiktiv konkurrence som minder om franchisen Survivor. De skal konkurrerer i adskillige udfordringer om priser og immunitet (som gør at de ikke kan elimineres). Mens konkurrenterne får nye venskaber, bliver konkurrenterne løbende elimineret fra konkurrencen indtil der kun er en tilbage som løber med sejren. Når der kun er to tilbage, ser de eliminerede konkurrenter med mens de to konkurrenter dyster om førstepremien i et specielt afsnit.

## Sæsoner
| Sæson |                                     |            |            |               |                    |                    |               |
| Sæson | Titel                               | Premiere   | Finale     | Vinderen      | 2. Plads           | Vinderen           | 2. Plads      |
| ----- | ----------------------------------- | ---------- | ---------- | ------------- | ------------------ | ------------------ | ------------- |
| 1     | Total Drama Island                  | 04.09.2008 | 05.03.2009 | Owen          | Gwen               | Owen               | Gwen          |
| 2     | Total Drama Action                  | 10.09.2009 | 18.03.2010 | Duncan        | Beth               | Duncan             | Beth          |
| 3     | Total Drama World Tour              | 09.09.2010 | 17.03.2011 | Alejandro     | Heather            | Alejandro          | Heather       |
| 4     | Total Drama: Revenge of the Island  | 05.03.2012 | 21.03.2012 | Cameron       | Lynet              | Cameron            | Lynet         |
| 5     | Total Drama All-Stars               | 21.04.2014 | 29.04.2014 | Zoey          | Mike               | Mike               | Zoey          |
| 6     | Total Drama: Pahkitew Island        | 29.08.2014 | 16.09.2014 | Shawn         | Sky                | Sky                | Shawn         |
| 7     | Total Drama: Det Dondristige Kapløb | 07.12.2015 | 12.01.2016 | Brody & Geoff | McArthur & Sanders | McArthur & Sanders | Brody & Geoff |

## Deltagerne
| Plads |           |           |            |            |           |          |                       |
| Plads | Island    | Action    | World Tour | Revenge    | All-Stars | Pahkitew | DDK                   |
| ----- | --------- | --------- | ---------- | ---------- | --------- | -------- | --------------------- |
| 1     | Owen      | Duncan    | Alejandro  | Cameron    | Zoey      | Shawn    | Surfer Fyrerne        |
| 2     | Gwen      | Beth      | Heather    | Lynet      | Mike      | Sky      | Aspiranterne          |
| 3     | Heather   | Owen      | Cody       | Zoey       | Scott     | Sugar    | Kunstskøjteløberne    |
| 4     | Duncan    | Courtney  | Sierra     | Scott      | Gwen      | Jasmine  | Søstrene              |
| 5     | Leshawna  | Harold    | Duncan     | Jo         | Courtney  | Max      | Bedstevenner          |
| 6     | Geoff     | Lindsay   | Courtney   | Mike       | Alejandro | Scarlett | Kæresteparret         |
| 7     | Izzy      | Justin    | Blaineley  | Dakota     | Cameron   | Dave     | Goth Typerne          |
| 8     | DJ        | Leshawna  | Owen       | Anne Maria | Duncan    | Topher   | Reality Stjernerne    |
| 9     | Lindsay   | Heather   | Gwen       | Brick      | Sierra    | Ella     | Far & Søn             |
| 10    | Bridgette | Izzy      | Tyler      | Sam        | Heather   | Samey    | Rockerne              |
| 11    | Trent     | DJ        | Noah       | Dawn       | Sam       | Rodney   | Stedbrødrene          |
| 12    | Eva       | Gwen      | DJ         | Beverly    | Jo        | Amy      | Modgangs Tvillingerne |
| 13    | Harold    | Trent     | Izzy       | Staci      | Lynet     | Leonard  | Mor & Datter          |
| 14    | Courtney  | Geoff     | Lindsay    |            | Lindsay   | Beardo   | Modebloggerne         |
| 15    | Sadie     | Bridgette | Leshawna   |            |           |          | Veganerne             |
| 16    | Beth      |           | Bridgette  |            |           |          | Genierne              |

### Alternative Slutning
For hver sæson, har seriens skabere lavet to slutninger for sidste afsnit.
| Land                | Sæsoner | Sæsoner | Sæsoner   | Sæsoner | Sæsoner | Sæsoner | Sæsoner             |
| Land                | TDI     | TDA     | TDWT      | TDRI    | TDAS    | TDPI    | TDDDK               |
| ------------------- | ------- | ------- | --------- | ------- | ------- | ------- | ------------------- |
|                     |         |         |           |         |         |         |                     |
| Danmark             | Owen    | Duncan  | Alejandro | Cameron | Zoey    | Shawn   | Brody & Geoff       |
| Canada              | Owen    | Duncan  | Alejandro | Cameron | Mike    | Sky     | McArthur og Sanders |
| Australien          | Owen    | Beth    | Heather   | Cameron | Zoey    | Shawn   | Brody og Geoff      |
| Brazil              | Owen    | Beth    | Heather   | Cameron | Zoey    | Sky     | Brody og Geoff      |
| Bulgaria            | Owen    | Beth    | Alejandro | Cameron | Zoey    | Sky     | TBD                 |
| Croatia             | Owen    | Beth    | Alejandro | Cameron | Zoey    | Sky     | TBD                 |
| USA                 | Owen    | Duncan  | Heather   | Lynet   | Mike    | Shawn   | Brody og Geoff      |
| Finland             | Gwen    | Beth    | Alejandro | Cameron | Zoey    | Sky     |                     |
| Frankrig            | Owen    | Beth    | Heather   | Cameron | Zoey    | Shawn   |                     |
| Ungarn              | Owen    | Beth    | Alejandro | Cameron | Mike    | Shawn   |                     |
| Indonesien          | Owen    | Duncan  | Alejandro | Cameron | Mike    | Shawn   |                     |
| Irland              | Owen    | Duncan  | Heather   | Lynet   | Zoey    | TBD     |                     |
| Israel              | Owen    | Beth    | Heather   | Cameron | Zoey    | Shawn   |                     |
| Italien             | Owen    | Beth    | Heather   | Cameron | Zoey    | Shawn   | McArthur og Sanders |
| Latin Amerika       | Owen    | Duncan  | Heather   | Cameron | Zoey    | Sky     |                     |
| Holland             | Owen    | Beth    | Alejandro | Cameron | Mike    | Sky     |                     |
| New Zealand         | Owen    | Beth    | Heather   | Cameron | Mike    | Sky     |                     |
| Norge               | Gwen    | Duncan  | Heather   | Cameron | Zoey    | Shawn   |                     |
| Filippinerne        | Owen    | Duncan  | Heather   | Lynet   | Mike    | Sky     |                     |
| Polen               | Gwen    | Beth    | Alejandro | Cameron | Mike    | Sky     |                     |
| Portugal            | Owen    | Beth    | Heather   | Cameron | TBD     | TBD     |                     |
| Romanien            | Gwen    | Beth    | Alejandro | Cameron | Mike    | Shawn   |                     |
| Rusland             | Owen    | Beth    | Alejandro | Cameron | Zoey    | Sky     |                     |
| Serbien             | Owen    | Beth    | Heather   | Cameron | TBD     | TBD     |                     |
| Spainen (Catalonia) | Owen    | Beth    | Heather   | Cameron | TBD     | TBD     |                     |
| Sverige             | Gwen    | Beth    | Alejandro | Cameron | Zoey    | TBD     |                     |
| Taiwan              | Owen    | Duncan  | Alejandro | Cameron | TBD     | TBD     |                     |
| United Kingdom      | Owen    | Beth    | Heather   | Cameron | Mike    | TBD     |                     |